# Palác Albánie
Palác Albánie (srbsky v cyrilici Палата Албанија, v latince Palata Albanija) je výšková budova v centru Bělehradu, nacházející se mezi třídou Terazije, pěší zónou Knez Mihajlova a  Náměstím republiky (trg Republike) v samotném centru srbské metropole. Vysoká je 53 m a má 13 pater. Plocha všech prostor uvnitř budovy dosahuje 8 000 m².

## Historie budovy

### Původní objekty

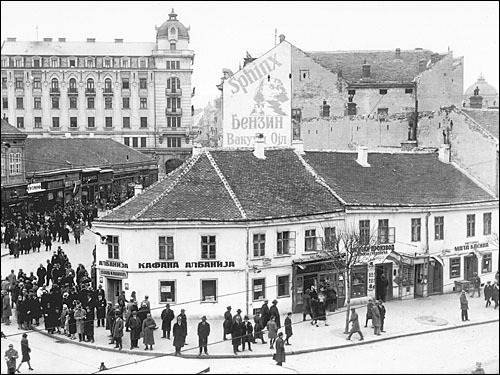
Restaurace "Albanija" před vybudováním paláce.

Svůj název získala podle známé restaurace, která na rohu ulic Terazije a Knez Mihajlovy stála již v 19. století. Přesto, že se ve své době jednalo o populární místo, již v 30. letech 20. století byla restaurace ve značně špatném stavu. Jejím častým návštěvníkem byl tehdejší spisovatel a diplomat Branislav Nušić.
Bourání původní restaurace se uskutečnilo za značného zájmu obyvatel města. Bourání se uskutečnilo dne 17. října 1936; nedlouho před demoličními pracemi se nacházeli v budově ještě hosté. A to i přesto, že místní samospráva chtěla zbourání stavby urychlit odpojením vody a elektrické energie již o den dříve. Spolu s restaurací bylo strženo ještě několik dalších jednoposchoďových budov, kde se nacházely různé řemeslné dílny. Demolice prostoru o výměře 575 m² znamenala konec práce pro 50 lidí. Pozemek byl následně prodán za osm milionů jugoslávských dinárů Hypoteční bance Obchodního fondu. 

### Návrh a výstavba
Po demolici se zde nacházela nevyužitá stavební parcela až do roku 1938, kdy byla vypsána architektonická soutěž na podobu výškového objektu. 14. ledna 1938 byla soutěž vypsána; do 28. února se měli přihlásit jednotliví architekti se svými návrhy. Přestože se objevilo 84 návrhů na novou budovu, nikdo nezískal první cenu. Zvítězil nakonec projekt Záhřebských architektů Branka Bona a Milana Grkaliće, kteří se umístili na 2. pozici. Jejich návrh byl nicméně nejprve smeten ze stolu, neboť jejich vzdělání v oblasti architektury nepocházelo z fakulty, ale pouze z umělecké akademie. Následně jugoslávská vláda schválila, že uměleckou akademii v Záhřebu lze považovat za fakultu, a jejich návrh tak mohl být nakonec uskutečněn.
Projekt paláce se nechal inspirovat meziválečnou německou architekturou. Jedním z vzorů mu byl dům Hocchaus, který navrhl pro Berlínskou ulici Friedrichstraße německý architekt Hans Poelzig. 
Stavební práce probíhaly od 16. července 1938 do 20. října 1939. Trvaly pouhých patnáct měsíců. Jádro budovy tvořil železobetonový skelet podle návrhu inženýra Đorđe Lazareviće. Jednotlivé volné plochy byly poté vyzděny a budova obložena nazelenalým italským mramorem cipollino. 
Podle téměř stejného architektonického návrhu měl být na náměstí Slavija zbudován v roce 1940 velkolepý obchodní dům s monumentální věží, do jeho výstavby však nikdy nedošlo. 

### Provoz budovy
Po svém dokončení byl palác Albánie nejvyšší budovou na Balkáně, později ho však předběhla řada dalších výškových objektů (v samotné srbské a tehdy jugoslávské metropoli to byla např. Beograđanka). 
Patřil také k nejmodernějším stavbám ve městě a obsahoval celou řadu technicky inovativních řešení. Sloužil bělehradské hypoteční bance. Během druhé světové války byl poškozen jen lehce, přestože na něj dopadla spojenecká bomba o hmotnosti půl tuny. V podzemí objektu se totiž nacházel kryt pro představitele německé okupační správy. Přestože je výbuch všechny zabil, nebyla statika budovy zásadněji porušena a ani železobetonový skelet paláce neutrpěl značnější škody.
Po skončení války byla budova zrekonstruována. V 50. letech 20. století se nicméně začaly jednotlivé bloky mramoru z fasády uvolňovat a hrozilo, že budou podobně jako v případě budovy Zagrepčanka ohrožovat chodce a vozidla projíždějící okolo budovy. Horšící se stav vyžadoval naléhavé řešení, a proto byl roku 1958 obklad paláce vyměněn za domácí kámen. Stalo se tak i přes protesty některých architektů, kteří chtěli návrat původního materiálu. Jeho dovoz z Itálie však nepřipadal v úvahu, vzhledem k vysoké ceně. 
Od roku 1983 je budova památkově chráněna.
Od konce 80. let, kdy se srbský a albánský nacionalismus střetly na poli rozpadající se Jugoslávie, se začaly objevovat myšlenky palác přejmenovat a odstranit tak nepříliš oblíbený odkaz na Albánii, avšak žádný z takových záměrů nebyl nikdy realizován.